# Pedinopistha aculeata
Pedinopistha aculeata là một loài nhện trong họ Philodromidae.
Loài này thuộc chi Pedinopistha. Pedinopistha aculeata được Eugène Simon miêu tả năm 1900.